# Ngữ hệ Niger-Congo
Ngữ hệ Niger–Congo là một trong những ngữ hệ lớn nhất thế giới, và lớn nhất châu Phi, về phân bố địa lý, số người nói, và số lượng ngôn ngữ. Một vài ước lượng cho rằng đây là ngữ hệ có nhiều ngôn ngữ nhất, dù điều này còn chưa được xác định do sự thiếu nhất quán về định nghĩa "ngôn ngữ".
Nó là ngữ hệ lớn thứ ba thế giới về số người nói, chỉ sau ngữ hệ Ấn-Âu và ngữ hệ Hán-Tạng. 
Dù sự thống nhất nguồn gốc của phần "lõi" hệ Niger–Congo (Đại Tây Dương–Congo) được chấp nhận rộng rãi, việc phân loại nội tại vẫn còn trắc trở. Hơn nữa, những nhóm sau đây có thể nằm ngoài hệ Niger-Congo: Dogon, Mande, Ijo, Katla và Rashad. Mối quan hệ giữa nhóm Mande với phần còn lại của hệ Niger-Congo chưa bao giờ được minh chứng rõ ràng.